# Radaldo
Radaldo (prima metà del X secolo – dopo il 967) è stato un vescovo italiano.

## Biografia
Radaldo è l'unico presule della diocesi di Roselle documentato in tutto il X secolo ed unico vescovo noto in età ottoniana, dopo oltre cent'anni dall'ultima attestazione del vescovo rosellano Ottone nell'861.
Il 25 aprile 967 Radaldo prese parte al sinodo di Ravenna indetto da papa Giovanni XIII: venne esaminata la condotta di Eroldo, già arcivescovo di Salisburgo, confermandone la condanna e riconoscendo ufficialmente il suo successore Federico. Il sinodo si tenne alla presenza dello stesso imperatore Ottone I di Sassonia. Il documento riporta in calce la firma «Radaldus Rosilienses episcopus».
Dopo Radaldo alcuni cronisti pongono nella cronotassi di Roselle un Ottone II, riferito all'anno 1000 e coinvolto in una lite tra Roselle e Populonia, ma le uniche fonti certe successive risalgono al 1015, quando è attestato il vescovo Ranieri.